# أحمد نوير
أحمد نوير (بالإندونيسية: Achmad Nawir) (1911 – أبريل 1995) هو طبيب ولاعب كرة قدم إندونيسي سابق، شارك مع منتخب الهند الشرقية الهولندية وكان قائد الفريق في كأس العالم 1938.

## وصلات خارجية
أحمد نوير على موقع الاتحاد الدولي (مؤرشف)  (الإنجليزية)
- أحمد نوير على موقع قاعدة بيانات كرة القدم.إي يو (الإنجليزية)
- أحمد نوير على موقع ناشيونال فوتبول تيمز (الإنجليزية)